# Glasurit

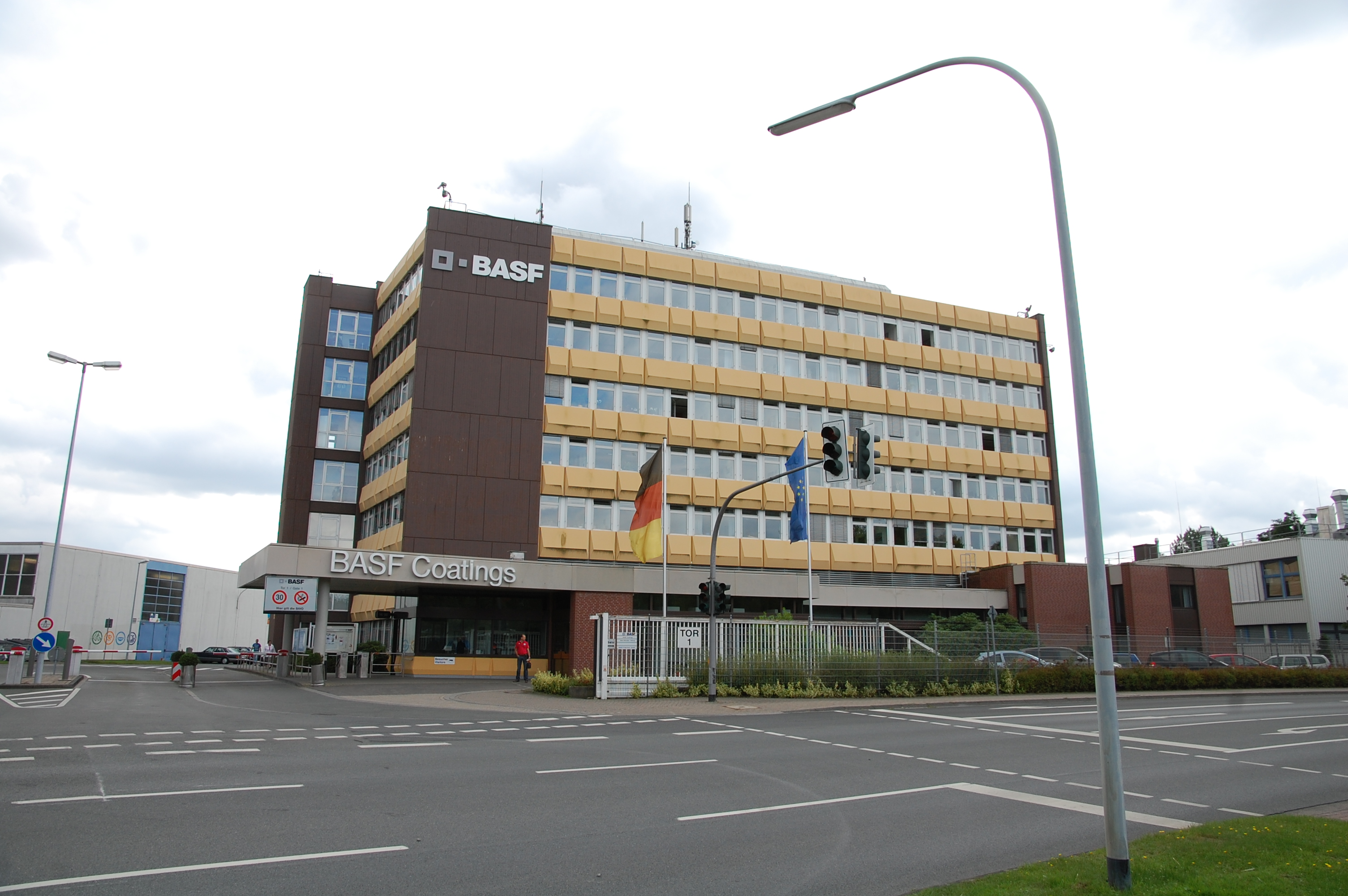
O portão principal da fábrica velha Glasurit em Münster-Hiltrup. (Hoje BASF)

Glasurit é uma marca mundial de tintas e vernizes do Grupo Basf. Atua no ramo de repintura automotiva, tintas imobiliárias, tintas automobilísticas (original) e tintas industriais. o Grupo Basf também possui a marca Suvinil, uma outra linha de produtos para pintura na área de tintas imobiliárias e/ou construção civil e a marca Salcomix, uma outra linha de produtos para repintura automotiva.
História
Em 1888 o empresário alemão Max Winkelmann abre em Hamburgo uma casa comercial para tintas e vernizes e logo depois cria a sua própria fábrica. O nome Glasurit passou a designar as tintas do empresario alemão Max Winkelmann a partir de 1898. O nome Glasurit deriva do alemão “glasur” (verniz duro). 
Durante o período de reconstrução que se segue à Segunda Guerra Mundial, a procura de tintas e vernizes cresce violentamente. E a boa reputacão de tintas e vernizes da marca Glasurit continua a crescer, também em nível internacional.
Em 1965 a empresa foi adquirida pela BASF. 

## Ligações Externas
http://www.glasurit.com.br
http://www.joseluisfilhos.pt